# Bitches Broken Hearts
«Bitches Broken Hearts» (estilizado en minúsculas) es una canción de la cantante y compositora estadounidense Billie Eilish escrita en colaboración con Emmit Fenn y Finneas O'Connell, quienes también la produjeron. Se publicó originalmente a través de SoundCloud el 10 de noviembre de 2017, y en otras plataformas digitales el 30 de marzo de 2018, con el sello de Darkroom e Interscope Records. Se incluyó en un vinilo de 7 pulgadas como lado B de su sencillo «You Should See Me in a Crown». También se incorporó en la edición extendida del EP debut de la artista, Don't Smile at Me (2017), así como en una reedición de su primer álbum de estudio, When We All Fall Asleep, Where Do We Go? (2019).
La letra aborda las secuelas de una ruptura. Es su primera y hasta la fecha, única canción que presenta una palabra vulgar; bitches («perras»), como aparece en su título y se canta una vez a lo largo del tema. Recibió críticas principalmente positivas de los críticos musicales, varios de los cuales elogiaron la música y la letra. Obtuvo la certificación de disco de Diamante en Estados Unidos y Canadá por la Recording Industry Association of America (RIAA) y Music Canada (MC), respectivamente.

## Antecedentes y composición

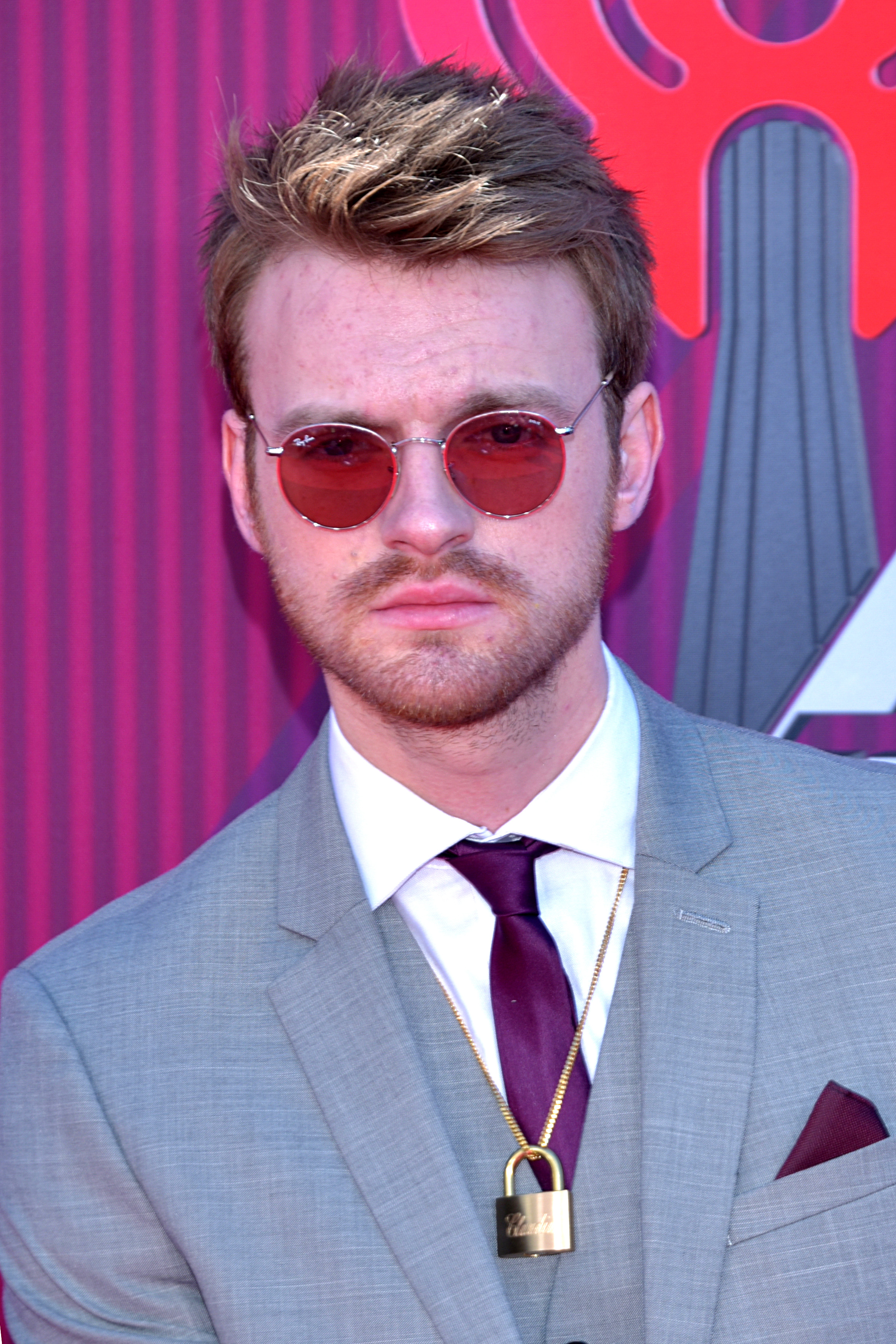
Finneas O'Connell (fotografía) se encargó de la producción de «Bitches Broken Hearts» junto con Emmit Fenn.

La canción se lanzó a través de la cuenta de SoundCloud de Eilish el 10 de noviembre de 2017. Más tarde, el 30 de marzo de 2018, se difundió para su descarga digital y emisión en todas las plataformas digitales a través de Darkroom e Interscope Records. Se incluyó como cara B en el vinilo de 7 pulgadas de «You Should See Me in a Crown», lanzado el 20 de octubre de 2018, y se vendió exclusivamente durante su gira 1 By 1 Tour. Además se incorporó en la edición extendida de su EP debut, Don't Smile at Me y en la reedición de su álbum debut, When We All Fall Asleep, Where Do We Go?, en diciembre de 2019. Eilish escribió el tema en colaboración con su hermano Finneas O'Connell y el también cantante Emmit Fenn, quienes además lo produjeron. Esto significó una novedad en la discografía de la intérprete, quien hasta entonces solo había coproducido junto a su consaguíneo.

## Composición e interpretación lírica
La crítica musical la describió como una pista de R&B. Según el sitio web de partituras Musicnotes.com, «Bitches Broken Hearts» tiene un tempo moderadamente rápido de 120 pulsaciones por minuto (BPM) y se toca en la clave de La menor. La voz de Eilish abarca una octava de G3 a G4. Líricamente, profundiza en las secuelas de una ruptura, la intérprete finge que ya no necesita ni se preocupa por su examante (You can pretend you don’t miss me / You can pretend you don’t care / All you wanna do is kiss me / Oh, what a shame, I’m not there —«Puedes fingir que no me extrañas / Puedes fingir que no te importa / Todo lo que quieres hacer es besarme / Oh, qué pena, no estoy allí»—). La cantante luego habla sobre la incompatibilidad con sus parejas, a quienes describe en el verso como suicide and stolen art («suicidio y arte robado»); pero también sabe que ambos a la larga seguirán adelante y comenzarán a conocer gente nueva (Somebody new is gonna comfort you / Like you want me to / Somebody new is gonna comfort me / Like you never do —«Alguien nuevo te consolará / Como tú quieres que lo haga / Alguien nuevo me consolará / Como nunca lo haces»—).

## Recepción
El tema recibió críticas generalmente favorables de los críticos musicales. Claudia Willen de Insider elogió la voz de cantante, diciendo que «[tiene] una voz suave [que] flota sin problemas a través de la pista, capturando efectivamente la naturaleza fugaz que a menudo viene con el amor joven». Kirsten Spruch de Billboard comentó que el sencillo se ha «sometido como gran parte del trabajo de los hermanos» pero tiene «un toque tropical, lo que la convierte en un gran corte de Eilish para aquellos que buscan algo un poco más relajante». Laurence Day, redactor de The Line of Best Fit, percibió que «[el tema] tiene toda la intimidad y energía sin restricciones de una maqueta en bruto» y «todavía tiene todo el poder vocal sensacional de Eilish».
El 14 de febrero de 2019 la pista fue galardonada con un disco de oro en Canadá por la organización sin ánimo de lucro Music Canada (MC) para que meses más tarde logre el 7 de agosto de 2019 el disco de platino con ventas equivalentes a 10 000 unidades basadas en ventas y emisión en línea (streaming) en el país. Más adelante, el 27 de septiembre sería condecorado con un disco de oro en los Estados Unidos por la asociación Recording Industry Association of America (RIAA) para que seguidamente el 12 de diciembre lograra el disco de platino después de alcanzar la venta de 1 000 000 unidades en la nación. Asimismo obtuvo el disco de oro en Australia (ARIA), México (AMPROFON) y Polonia (ZPAV) así como un disco de plata en Reino Unido (BPI).

## Vevo Lift
En julio de 2018, Eilish interpretó la canción para Vevo Lift, el video de la actuación fue publicado a YouTube el 30 de ese mismo mes y fue dirigido por Ryan Booth. Fue seleccionada junto a diversos artistas como parte de la serie LIFT. En palabras del jefe de contenido de Vevo, JP Evangelista para Billboard, «[habían] estado siguiendo la carrera de Billie durante algún tiempo» y «su contenido de Vevo LIFT les brinda a los fanáticos una forma de conectarse con ella a través de algunas actuaciones verdaderamente increíbles y únicas». Bryan Kress de la revista antes mencionada describió al escenario como una «elegante mansión con imágenes contrastantes que coinciden con la estética pop impredecible y tenaz de la cantante».

## Lista de canciones y formatos
- Descarga digital/Streaming[23]

| N.º | Título                  | Duración |  |
| 1.  | «Bitches Broken Hearts» | 2:56     |  |

- 7" vinilo[6]

| N.º | Título                         | Duración |  |
| 1.  | «You Should See Me in a Crown» | 3:00     |  |
| 2.  | «Bitches Broken Hearts»        | 2:56     |  |

## Posicionamiento en listas

### Anuales
| Listas (2019)  | Posición |
| -------------- | -------- |
| Portugal (AFP) | 565      |

## Certificaciones
| País (organismo certificador) | Certificación | Unidades certificadas |
| ----------------------------- | ------------- | --------------------- |
| Australia (ARIA)              | Oro           | 35 000                |
| Canadá (Music Canada)         | Platino       | 80 000                |
| Estados Unidos (RIAA)         | Platino       | 1 000 000             |
| México (AMPROFON)             | Oro           | 30 000                |
| Polonia (ZPAV)                | Oro           | 10 000                |
| Reino Unido (BPI)             | Plata         | 200 000               |

## Historial de lanzamiento
| País           | Fecha                 | Formato                     | Discográfica       |
| -------------- | --------------------- | --------------------------- | ------------------ |
| Varios         | 30 de marzo de 2018   | Descarga digital, streaming | Interscope Records |
| Estados Unidos | 20 de octubre de 2018 | 7"                          | Interscope Records |

## Créditos y personal
- Billie Eilish: voz y composición
- Finneas O'Connell: productor, composición, guitarra, sintetizadores, arreglos
- Emmit Fenn: productor, compositor, ingeniero, mezclador, ingeniero de masterización, programación de batería, piano, sintetizadores y voz

Créditos adaptados de las notas de álbum de You Should See Me in a Crown / Bitches Broken Hearts.